# Brachygalba
Genre
Le genre Brachygalba comprend quatre espèces d'oiseaux appartenant à la famille des Galbulidae.

## Liste des espèces
D'après la classification de référence (version 2.2, 2009) du Congrès ornithologique international (ordre phylogénique) :
- Brachygalba salmoni P. L. Sclater et Salvin, 1879 – Jacamar sombre
- Brachygalba goeringi P. L. Sclater et Salvin, 1869 – Jacamar à tête pâle
- Brachygalba lugubris (Swainson, 1838) – Jacamar brun
- Brachygalba albogularis (Spix, 1824) – Jacamar à gorge blanche